# Jamel Debbouze

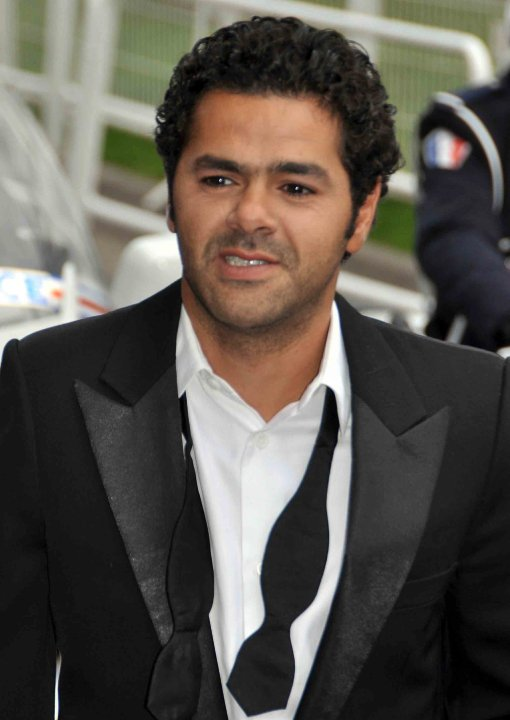
Jamel Debbouze (2010)

Jamel Debbouze (* 18. Juni 1975 in Paris) ist ein französischer Filmschauspieler, Komiker und Filmproduzent marokkanischer Herkunft.

## Leben
1976 zogen Debbouzes marokkanische Eltern mit ihm nach Taza in Marokko, kehrten jedoch 1979 nach Frankreich zurück. Er wuchs in Trappes nahe Paris auf.
Anfang der 1990er Jahre begann er eine Karriere als Schauspieler und spielte in Nabil Ayouchs Kurzfilm Les Pierres bleues du désert mit. In Frankreich wurde er einem breiten Publikum durch die Fernsehserie H bekannt, die von 1998 bis 2002 produziert wurde und in der er die Hauptrolle spielte. In Deutschland gelang ihm dies mit den Kinoproduktionen Die fabelhafte Welt der Amélie (2001) und Asterix & Obelix: Mission Kleopatra (2002). Für diese beiden Rollen war er jeweils für den César in der Kategorie Bester Nebendarsteller nominiert. Für den Film Tage des Ruhms wurde Debbouze bei den Internationalen Filmfestspielen von Cannes 2006 als Bester Darsteller geehrt.
Seit 2006 produziert und präsentiert Debbouze den „Jamel Comedy Club“, der jungen Stand-Up-Comedians eine Plattform bietet. Seine DVD 100% Debbouze wurde 2006 in der Schweiz mit 4-fach-Platin ausgezeichnet.
Der rechte Arm des 1,65 Meter großen Schauspielers ist seit einem Unfall im Jahr 1990 gelähmt, als Debbouze und sein Freund Jean-Paul Admette von einem mit 150 km/h vorbeifahrenden Zug erfasst wurden. Dabei kam Admette ums Leben, wofür seine Eltern Debbouze verklagten. Er wurde aus Mangel an Beweisen freigesprochen.
Seit 2007 ist Debbouze mit der französischen Fernsehjournalistin Mélissa Theuriau liiert; die beiden heirateten am 7. Mai 2008. Am 3. Dezember 2008 kam ihr Sohn zur Welt, am 30. September 2011 ihre Tochter.

## Filmografie (Auswahl)

### Schauspieler
- 1998: Zonzon
- 1998–2002: H (Fernsehserie)
- 1999: Le Ciel, les oiseaux,… et ta mère!
- 2001: Die fabelhafte Welt der Amélie (Le Fabuleux Destin d’Amélie Poulain)
- 2002: Asterix & Obelix: Mission Kleopatra (Astérix & Obélix: Mission Cléopâtre)
- 2002: Ball & Chain – Zwei Nieten und sechs Richtige (Le Boulet)
- 2003: Les clefs de bagnole
- 2004: She Hate Me
- 2005: Angel-A
- 2006: Tage des Ruhms (Indigènes)
- 2008: Asterix bei den Olympischen Spielen (Astérix aux Jeux Olympiques)
- 2008: Erzähl mir was vom Regen (Parlez-moi de la pluie)
- 2010: Hors-la-loi
- 2011: Huhn mit Pflaumen (Poulet aux prunes)
- 2011: Hollywoo
- 2011: 360
- 2012: Auf den Spuren des Marsupilami (Sur la piste du Marsupilami)
- 2016: Unterwegs mit Jacqueline (La vache)
- 2018: Aladin – Wunderlampe vs. Armleuchter (Alad'2)
- 2022: Der geschenkte Freund (Le nouveau jouet)

### Filmproduzent
- 2019: Willkommen in der Nachbarschaft (Jusqu'ici tout va bien)

## Musikvideos
- 1998: Zebda Tomber La Chemise
- 2004: Dadoo Sale gosses